# 贝尔特里克-比雷
贝尔特里克-比雷（法語：Bertric-Burée，法語發音：[bɛʁtʁik byʁe]）是法国多尔多涅省的一个市镇，属于佩里格区。该市镇于1824年由原市镇贝尔特里克（Bertric）和比雷（Burée）合并而成。

## 地理
贝尔特里克-比雷（45°18'18"N, 0°21'27"E）面积16.73 平方千米，位于法国新阿基坦大区多爾多涅省，该省份为法国西南部内陆省份，是法國本土面积第三大的省，大致对应佩里戈尔地区，北起顺时针与夏朗德省、上维埃纳省、科雷兹省、洛特省、洛特-加龙省、吉倫特省和滨海夏朗德省接壤。
与贝尔特里克-比雷接壤的市镇（或旧市镇、城区）包括：韦尔泰亚克、阿勒芒、塞勒、库蒂尔、吕西尼亚克、维勒图雷、圣马夏尔维韦罗勒。

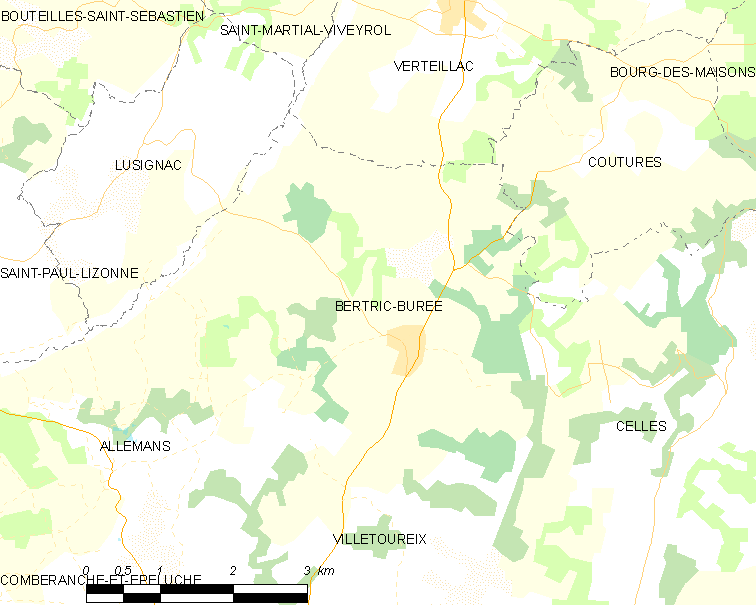
贝尔特里克-比雷的OSM定位图

贝尔特里克-比雷的时区为UTC+01:00、UTC+02:00（夏令时）。

## 行政
贝尔特里克-比雷的邮政编码为24320，INSEE市镇编码为24038。

## 政治
贝尔特里克-比雷所属的省级选区为里贝拉克县。

## 人口

1962-2008年间贝尔特里克-比雷人口变化图示

贝尔特里克-比雷于2022年1月1日时的人口数量为435人。